# Star Trek: Klingon Academy
Star Trek: Klingon Academy est un jeu vidéo de simulation de vol spatial développé par 14 Degrees East et édité par Interplay, sorti en 2000 sur Windows.

## Accueil
- Computer Gaming World : 4/5[1]